# Vorwärts (Wochenzeitung)
Vorwärts war eine Wochenzeitung in Ost-Berlin von 1946 bis 1958.

## Geschichte
Der Vorwärts war eigentlich die Tageszeitung der SPD bis 1933. Am 9. April 1946 wurde eine gleichnamige Zeitung durch den Organisationsausschuss Groß-Berlin der KPD und SPD zur Vorbereitung des Vereinigungsparteitages herausgegeben. Ab der fünften Ausgabe  im Mai war Herausgeber der Bezirksverband Groß-Berlin der SED. Gleichzeitig wurde die SPD-Zeitung Das Volk in Ost-Berlin eingestellt.
Chefredakteur von 1947 bis 1949 war Robert Keller.
Seit 1951 war der Vorwärts eine Montagsbeilage im Neuen Deutschland. Am 29. Dezember 1958 erschien die letzte Ausgabe.
In West-Berlin gab es seit Mai 1946 die SPD-Zeitung Der Sozialdemokrat. Seit 1955 erschien in Bonn wieder eine Zeitung Vorwärts.